# Storeid
Storeid est une localité du comté de Nordland, en Norvège.

## Géographie
Administrativement, Storeid fait partie de la kommune de Vestvågøy.